# 1148
Năm 1148 trong lịch Julius.